# Sebahat Tuncel
Sebahat Tuncel   (Yazıhan, 5 de juliol de 1975) és una infermera i política feminista kurda, membre del Parlament turc.

## Joventut
Tuncel va néixer a Yazıhan i va estudiar cartografia i topografia a la Universitat de Mersin, abans de començar la seva carrera política al Branca Femenina del Partit de la Democràcia del Poble (HADEP) el 1998. Va ser vicepresidenta i diputada perIstanbul pel Partit de la Societat Democràtica (DTP). També ha treballat amb organitzacions internacionals com el Programa de les Nacions Unides per al Desenvolupament (PNUD) i Amnistia Internacional (AI).

## Carrera política
Va ser arrestada el 5 de novembre de 2006 per presumpta pertinença al PKK. Tot i això, va decidir presentar-se com a candidata independent per l'aliança Milers d'Esperances per a les eleccions legislatives de juliol de 2007 des de la presó i després d'obtenir un escó per Istanbul amb 93.000 vots. A les eleccions de 2011, va ser candidata independent al parlament pel Bloc Treball, Democràcia i Llibertat i va ser elegida diputada per Istanbul. Llavors va començar a liderar un moviment crític amb el fet que a Hatip Dicle no se li permetés prendre possessió del seu escó al parlament tot i ser elegit. El 2013 va ser elegida copresidenta de l'HDP juntament amb Ertuğrul Kürkçü. El maig de 2016 va ser elegida copresidenta del Partit Demòcrata de les Regions (DBP) juntament amb Kamuran Yüksek.
Tuncel ha fet diverses declaracions perquè Turquia reconegui el genocidi armeni. Al novembre de 2014, va presentar el Projecte de Llei de reconeixement del genocidi armeni al parlament turc, instant el president turc Recep Tayyip Erdoğan a demanar perdó públicament pel genocidi armeni.

### Persecució política
El 4 d'octubre de 2016 va ser detinguda amb càrrecs de terrorisme per pertànyer partit legal DTP i per almenys 16 discursos en els seus mítings. La fiscalia va exigir 130 anys de presó. El 5 de gener de 2018 va ser condemnada a 2 anys i tres mesos de presó. El gener de 2019 va iniciar una vaga de fam en solidaritat amb Leyla Güven exigint la fi de l’aïllament d'Abdullah Öcalan. Un mes després, encara en vaga de fam, va ser condemnada a 15 anys de presó acusada de pertànyer i fer propaganda d'una organització terrorista.
Al setembre de 2020, va ser condemnada novament segons el controvertit Article 299 del codi penal de Turquia a 11 mesos per dir "Erdogan és enemic de les dones", en referència al president turc Recep Tayyip Erdoğan, després de dues polèmiques declaracions en les que el president havia dit que "les dones no són iguals als homes" i "les dones que rebutgen la maternitat són deficients i incompletes".